# 任務中失蹤
任务中失踪（英語：Missing in action；MIA）是军事损失的一种，指的是军事人员在战斗行动中被上报失踪。他们的结局有可能是战死、受伤、被俘或者逃跑。对于战死者来说，其遗体或坟墓在没有得到确认的情况下才算失踪。在战争的历史中，任务中失踪一直是军事人员面临的很大的风险。

## 二战
第二次世界大战中有大批的军人失踪。仅美軍在戰爭中就有78,750名任务中失踪人员，佔战争中405,399名战争中死亡军人的19%。1991－1993年间，美國參議院戰俘及失蹤人員事務委員會就二战中失踪至今仍未能寻获尸体的军人作了一份报告。和一战中的任务中失踪人员一样，经常有二战中的任务中失踪人员的遗体被发现，绝大部分的发现纯是出于偶然（如由于建设作业），少部分是由专门的遗体搜寻活动发现的。同样和一战的情况相似的是，在西欧的任务中失踪人员的遗体通常都是单个单个地，或至多两三个一起地被发现。

## 朝鲜战争
据估计，朝鮮戰爭期間仅在非军事区，就埋有一万三千名韓國軍官兵和两千名美国官兵。美国聯合戰俘及失蹤人員統計司令部和韩国的类似机构一直在试图定位和确认两国的士兵遗体。
在美军中，有8,177名军人被列为任务中失踪者，占到了整场战争期间死亡军人的15%。1953年初联合国军司令詹姆斯·范佛里特将军估计任务中失踪的军人有“相当大一部分”还活着。
1991－1993年间美國參議院戰俘及失蹤人員事務委員會就朝鲜战争中任务中失踪人员的问题作了一份报告。
至于还经常有战争中任务失踪人员的遗体被发现确认。
据美国国防部战俘/任务中失踪人员办公室的发布，2014年1月15时还有7896名任务中失踪人员的尸体未寻获。
尽管合众国在53年就知道至少还有900名美国战俘被关押在北朝鲜而未被交换回国，它却没有公布这一点，历史学家认为这是因为美国民众将会要求设法让这些战俘回国。 1996年国防部宣布没有证据表明这些战俘中还有人活到今天。到2005年据信还有至少500名韩国战俘被滞留在北朝鲜境内。
一批澳大利亞國防軍的军人遗体同样从未寻获。

## 越南戰爭

POW/MIA旗幟

1973年巴黎和平協定簽署後，591名美國戰俘在返鄉行動中被遣返。美國將大約1,350名美軍列為戰俘或在作戰中失蹤，大約有1,200名美軍在行動中陣亡且屍體未找回。到1990年代初，戰爭中下落不明的總數已減少到2,255人，占越戰美國陣亡軍人總數58,152人的不到4%。
大約80%的失蹤人員是在北越或寮國上空被擊落的飛行員，通常是在偏遠的山脈、熱帶雨林或水域；其餘的通常在茂密叢林中混亂的戰鬥中消失。對這些事件的調查包括確定涉案飛行員是否在被擊落中倖存下來，如果沒有，則努力尋找他們的遺體。POW/MIA活動家在推動美國政府改善解決失踪人員命運的努力方面發揮了作用，不過這方面的進展緩慢，直到1980年代中期，美國和越南之間的關係開始改善，並進行了更多的合作努力。1990年代中期美國與越南關係正常化是這一進程的高潮。
相當多的猜測和調查得出的理論是，這些人中有相當多的人被兩國共產主義軍隊俘虜為戰俘，並在1973年戰爭結束後為美國關押。MIA活動人士堅持認為，自那時以來，越南政府和每個美國政府都密謀隱瞞這些囚犯的存在。美國政府堅決否認囚犯被拋在後面，或已作出任何努力來掩蓋他們的存在。流行文化反映了“活囚”理論，最引人注目的是1985年的電影《第一滴血2》。幾項國會調查已經對這個問題進行了調查，最終形成了規模最大、最徹底的美國參議院戰俘/軍事情報局事務特別委員會，由參議員約翰克里、鮑勃史密斯和約翰麥凱恩領導的1991年至1993年。其一致結論認為“沒有令人信服的證據證明任何美國人仍然被囚禁在東南亞” 。
還有大量來自北越和越共的失蹤軍人遺骸尚未找到。1974年，武元甲將軍說他們有330,000人在作戰中失蹤。截至1999年，失踪人數的估計通常約為 300,000。這個數字不包括從前南越武裝部隊中失踪的人，他們在越南政權下很少被考慮。越南政府沒有任何有組織的計劃來尋找自己的失踪人員，與它建立的尋找美國失踪人員的計劃相比。這種差異激怒了一些越南人。在2000年代，數以千計的越南人正在聘請通靈師尋找失踪家庭成員的遺骸。越南軍隊組織了它認為最好的通靈者，作為其超心理學力量的一部分，試圖尋找遺骸。此外，有時還會發現早期法國殖民時代的遺體：2009年1月，在河內市中心一個舊市場下的墳墓中發現了至少50名大約1946年至1947年間的反法抵抗戰士的遺體。
根據美國國防部戰俘/MIA會計機構的數據，截至2021年10月1日，仍有1,584名美軍和文職人員在越南、柬埔寨及寮國下落不明，遺體未被尋獲。

## 海湾战争
据美国国防部战俘/任务中失踪人员办公室的发布，在沙漠风暴行动中有47名美国人被列为战俘/任务中失踪人员。到战争结束时美军确认了除一人外所有人的下落：21名战俘被遣返，23具遗体被发现，2具掉入海中并被确认为行动中阵亡尸体未收回（KIA-BNR）仅有的未能确认者是美军少校Michael Scott Speicher在他的F/A-18在战争第一晚被击落后被上报为失踪。在之后数年中他的状态从失踪改为战死再改为失踪-被俘，也就是说他活着并被囚禁在伊拉克。2002年随着伊拉克战争的酝酿，他的下落越发为人所关心。华盛顿时报从3月到9月用了5次头版刊登关于他的文章。美国总统小布什在一次对联合国大会的演讲中提到了Speicher。但到美军占领伊拉克后Speicher并未被发现他的下落也仍是个谜。最终在2009年8月他的遗体在沙漠中发现，当地人说他在坠地后马上就被埋葬了。两名战死尸体未收回者为:
- 美国海军Barry T. Cooke少校，因为A-6座机在波斯湾上空被击落而死于1991年2月2日。
- 美国海军Robert J. Dwyer上尉因其F/A-18座机坠毁死于1991年2月5日。

此次战争造成的伊军失踪人员未明。